# Den Gale Pose
Den Gale Pose (forkortet DGP) er en dansk rapgruppe, som startede deres karriere i slutningen af 1980'erne og fik stor succes i 1990'erne. Gruppen består af Jesper Dahl (Jokeren), Rasmus Berg (B), Nicholas Kvaran (Coldhands) og Blæs Bukki, som senere forlod gruppen, og blev medlem af Malk de Koijn.
Gruppen nåede at udgive tre studiealbums, hvor de to sange "Den Dræbende Joke" og "Spændt Op Til Lir" (begge fra Sådan Er Reglerne, 1998) var blandt gruppens største succeser. Gruppen vandt adskillige priser ved Danish Music Awards, inden de gik fra hinanden i 2002. Gruppen meddelte at være blevet gendannet i 2011. I 2018 døde Berg.

## Historie
I 1992-1995 var gruppen i Los Angeles under navnet Madness 4 Real, hvor de arbejdede som freelanceproducenter for Solid Productions. Solid Productions manageren Carsten Willer formåede dog at snyde gruppen så de ikke fik nogen økonomisk gevinst ud af opholdet i Californien.
Den Gale Pose har været med til at producere sange for navne som Eazy-E, MC Ren, Rakim, Ice Cube, MC Clemens og Outlandish. Under opholdet i USA fik de i alt udgivet 33 numre og 4 remixes på diverse plader, hvoraf flere har fået amerikansk guld, platin, og dobbelt platin. 
Gruppen vendte hjem til Danmark igen i 1996, hvor de udgav deres første album Mod Rov, der indeholdte hittet "Flere Ho's". I 1998 udgav de albummet Sådan Er Reglerne, der blev solgt i 38.000 eksemplarer og indeholdte hittet "Spændt Op Til Lir". Gruppen meddelte Warner, at de havde samplet nummeret Music & Lights af Imagination, men Warner fik ikke samplingen clearet, hvorfor gruppen aldrig har tjent penge på nummeret. Gruppen udgav tre år efter, i 2001, deres tredje album Definitionen af en stodder. I 2002 valgte gruppen at indstille arbejdet helt. Det førte til at Jokeren gik solo året efter.
Den Gale Pose offentliggjorde 3. marts 2011 i tv-programmet Go' Morgen Danmark, at de havde gendannet gruppen, og de gav samtidig en live-optræden i banegårdshallen på Københavns Hovedbanegård i selskab med sangerinden Szhirley.
Rasmus Berg døde den 6. november 2018 pga. sygdom.

## Hæder
| År   | Prisuddeling        | Modtager/nomineret arbejde | Pris                       | Resultat |
| ---- | ------------------- | -------------------------- | -------------------------- | -------- |
| 1999 | Danish Music Awards | Den Gale Pose              | Årets Danske Gruppe        | Vundet   |
| 1999 | Danish Music Awards | "Spændt Op Til Lir"        | Årets Danske Hit           | Vundet   |
| 1999 | Danish Music Awards | Sådan Er Reglerne          | Årets Danske Rap Udgivelse | Vundet   |
| 1999 | Danish Music Awards | "Spændt Op Til Lir"        | Årets Danske Radiohit      | Vundet   |
| 2002 | Danish Music Awards | Definitionen af en stodder | Årets Danske Rap Udgivelse | Vundet   |

## Diskografi

### Albums
- Mod Rov 1996
- Sådan Er Reglerne 1998
- Definitionen af en stodder 2001

### EP'er
- Flere Ho's 1996 (EP)
- Yeezy[kilde mangler]

### Opsamlingsalbum
- Lir & Leftovers 2005

### Singler
- "Den Dræbende Joke" 1998
- "Spændt Op Til Lir" 1998
- "Dommedag nu!" 1999
- "Bonnie & Clyde" 1998
- "D.G.Players" 2001